# Sertânia
Sertânia là một đô thị thuộc bang Pernambuco, Brasil. Đô thị này có diện tích 2422 km², dân số năm 2007 là 34106 người, mật độ 14,08 người/km².